# Président de la république fédérative du Brésil
Le président de la république fédérative du Brésil (en portugais : Presidente da República Federativa do Brasil) est le chef de l'État et du gouvernement brésilien.
La fonction de président de la République est créée en 1889, après le coup d'État militaire qui renverse l'empereur Pierre II et établit la république. Le président de la République est le principal détenteur du pouvoir exécutif en tant que dirigeant du Cabinet et chef des forces armées. La Constitution brésilienne de 1988 prévoit son élection au suffrage universel direct.
L'actuel président de la République est Luiz Inácio Lula da Silva, en fonction depuis le 1er janvier 2023.

## Élection
Le président de la république fédérative du Brésil est élu au scrutin uninominal majoritaire à deux tours pour un mandat de quatre ans renouvelable une seule fois de manière consécutive. Est élu le candidat qui réunit la majorité absolue des votes valides au premier tour. À défaut, les deux candidats arrivés en tête s'affrontent lors d'un deuxième tour, et celui recueillant le plus de suffrages est élu. Chaque candidat se présente avec un colistier, candidat à la vice-présidence. Le vote est obligatoire pour les citoyens de 18 à 70 ans, et facultatif pour ceux âgés de 16 à 18 ans ou de plus de 70 ans.
Selon la Constitution brésilienne, le président de la République doit être né citoyen du Brésil, être âgé d'au moins 35 ans, résider au Brésil, jouir de ses droits électoraux et être membre d'un parti politique. 
Depuis 1994, le mandat du président de la République est de quatre ans (il était auparavant de cinq ans). De 1889 à 1937 puis de nouveau de 1945 à 1997, un président sortant ne pouvait pas se représenter à une réélection immédiate. Depuis 1997, un président peut effectuer deux mandats consécutifs et un ancien président peut être de nouveau candidat, à condition de ne pas se présenter dans les quatre années qui suivent son second mandat. Cette limite s'applique également au vice-président de la République ou à toute autre personne dans l'ordre de succession qui remplit les fonctions du président, même brièvement et par intérim. Un président en exercice ne peut par ailleurs pas se présenter à un autre poste politique : pour être éligible il devrait démissionner au moins six mois avant la date des élections.

## Intérim et succession
En cas d’empêchement, de décès, de démission ou de destitution du président en exercice, c'est le vice-président qui est en première position pour assurer l'intérim ou lui succéder et terminer le mandat en cours. Viennent ensuite dans l'ordre de succession le président de la Chambre des députés, le président du Sénat fédéral et enfin le président du Tribunal suprême fédéral.

## Pouvoirs
Le Brésil est une république présidentielle dans laquelle le président de la République jouit de vastes prérogatives. Il est à la tête du pouvoir exécutif, représente le pays à l'étranger, nomme les membres du cabinet et, avec l'approbation du Sénat, les juges du Tribunal suprême fédéral. Il est également commandant en chef des forces armées.
Le président de la République peut proposer des lois au Congrès et adopter des mesures provisoires (medidas provisórias) ayant force de loi dans les cas d'urgence. Ces mesures ne peuvent concerner la loi pénale ou électorale et restent en vigueur 60 à 120 jours, à moins d'être abrogées plus tôt par le Congrès. Si le Congrès les adopte, elles deviennent des lois définitives.
L'article 84 de la Constitution donne au président de la République le pouvoir de :
- nommer et renvoyer les ministres ;
- exercer, avec les ministres, la gestion de l'administration fédérale ;
- proposer des lois au Congrès ;
- sanctionner et promulguer les lois ainsi qu'adopter des décrets pour leur application ;
- mettre son véto aux lois adoptées par le Congrès ;
- organiser l'administration fédérale par décret, dans les cas où il n'y a ni création ni suppression d'agences publiques ;
- maintenir des relations diplomatiques et accréditer les ambassadeurs étrangers ;
- conclure des traités internationaux soumis à l'approbation du Congrès ;
- décréter l'état de défense et l'état de siège, en accord avec les procédures constitutionnelles qui l'autorisent ;
- décréter l'intervention fédérale, en accord avec les procédures constitutionnelles qui l'autorisent ;
- envoyer, au moment de l'ouverture de la session législative, un message du gouvernement au Congrès ;
- accorder la grâce et les réductions de peine ;
- exercer le commandement suprême des forces armées, nommer les officiers ;
- nommer, avec l'approbation du Sénat, les juges du Tribunal suprême fédéral et des cours supérieures, les gouverneurs des territoires, l'avocat-général de l'Union, le président et les directeurs de la Banque centrale et d'autres fonctions ;
- nommer les juges du Tribunal fédéral des Comptes ;
- nommer les membres du Conseil de la République ;
- convoquer et présider le Conseil de la République et le Conseil national de défense ;
- déclarer la guerre en cas d'agression étrangère, avec l'autorisation du Congrès ;
- faire la paix, avec l'autorisation du Congrès ;
- accorder des décorations ;
- autoriser le passage de forces étrangères sur le territoire, avec l'accord de la loi ;
- soumettre au Congrès les propositions de budget et les comptes de l'État ;
- nommer ou supprimer les postes du gouvernement fédéral, comme prévu par la loi ;
- adopter des mesures provisoires.

## Lieu de travail et résidence officielle
Le siège et lieu de travail du président de la république fédérative du Brésil est le palais du Planalto, à Brasilia. Sa résidence officielle est le palais de l'Aurore, également située dans la capitale.

## Liste des présidents de la République
Tous les chefs de l'État depuis 1889 ont porté le titre de président de la République.
Toutefois, de 1889 à 1937, le nom officiel du pays était « république des États-Unis du Brésil » et, de 1937 à 1967, « États-Unis du Brésil ». Depuis le 15 mars 1967, le nom officiel du pays est « république fédérative du Brésil ».